# Kim Shin-wook
Kim Shin-wook (ur. 14 kwietnia 1988) – południowokoreański piłkarz występujący na pozycji napastnika. Zawodnik klubu Jeonbuk Hyundai Motors.

## Kariera klubowa
Kim karierę rozpoczynał w zespole Kwachon High School. W 2009 roku trafił do ekipy Ulsan Hyundai z K-League. W sezonie 2009 zadebiutował w tych rozgrywkach. Rozegrał wówczas 23 spotkania i zdobył 7 bramek, a w K-League uplasował się z zespołem na 8. pozycji. W sezonie 2010 zagrał w 27 meczach i strzelił 7 goli, a w lidze zajął z klubem 5. miejsce.

## Kariera reprezentacyjna
W reprezentacji Korei Południowej Kim zadebiutował 9 stycznia 2010 roku w przegranym 2:4 towarzyskim pojedynku z Zambią.
W 2011 roku został powołany do kadry na Puchar Azji.